# Artur Alvim (métro de São Paulo)
Artur Alvim est une station du métro de São Paulo, qui fait partie de ligne 3 - Rouge.
Elle est située sur l'Avenida Dr Luis Aires, 1800, dans la zone Est de la municipalité de São Paulo.
Le nom de la station et du district où elle se trouve est une hommage à l'ingénieur Artur Alvim, qui était responsable pour la voie permanente du Central do Brasil, Branche de São Paulo, en 1888.

## Situation sur le réseau

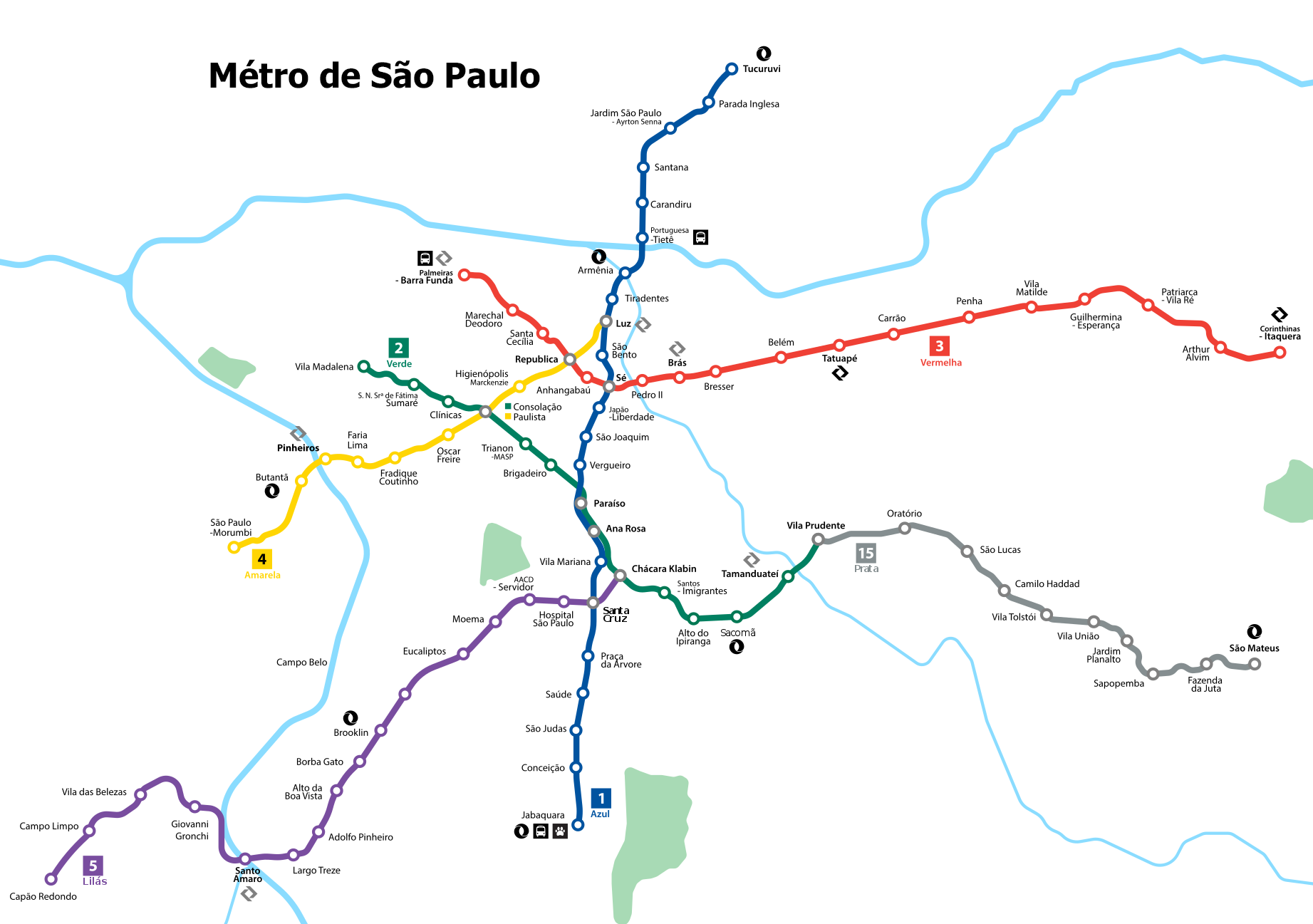
Plan du Métro de São Paulo 2020.

Établie en surface, la station Artur Alvim est située sur la ligne 3 du métro de São Paulo (rouge), entre les stations : Patriarca-Vila Ré, en direction du terminus Palmeiras-Barra Funda, et Corinthians-Itaquera, en direction du terminus Corinthians-Itaquera.

## Histoire
La station Artur Alvim est inaugurée le 17 septembre 1988. C'est une station avec une mezzanine au-dessus d'un quai central, accessible par des escaliers et par ascenseur. Elle dispose d'une surface construite de 14 740 m2 et est conçue pour absorber un transit de 20 000 voyageurs en heure de pointe.

## Services aux voyageurs

### Accès et accueil
Son accès principale situé sur l'Avenida Dr Luis Aires est relié à la station par une passerelle couverte. Elle est accessible aux personnes à la mobilité réduite.

### Desserte
| Ligne                         | Terminus                                         | Stations | Durée du voyage (min) | Intervalle entre les trains (min) | Opération                                                                 |
| ----------------------------- | ------------------------------------------------ | -------- | --------------------- | --------------------------------- | ------------------------------------------------------------------------- |
| Ligne 3 du métro de São Paulo | Palmeiras - Barra Funda ↔ Corinthians - Itaquera | 18       | 32                    | 2                                 | Tous les jours, de 4h40 à 0h. Le samedi, jusqu'à 1h du matin le dimanche. |

### Intermodalité
Un terminal de bus est accessible directement par une passerelle partant de la mezzanine. Il est desservi par les lignes : 273D-10, 273G-10, 273 L-10, 273 R-10, 273X-10, 307C-10, 2060-10 et 2730-10.